# Johann Baptist Hoessel

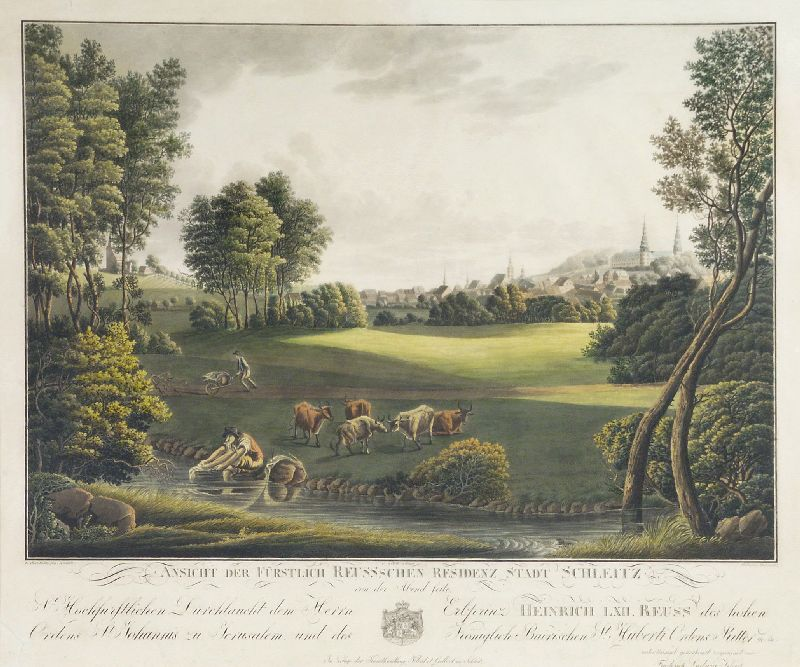
Ansicht der fürstlich reussichen Residenz Stadt Schleitz, 1810

Johann Baptist Hoessel († nach 1824) war ein deutscher Radierer und Kupferstecher, der in der damals noch neuartigen Aquatinta-Technik arbeitete.

## Leben
Hoessel arbeitete ab 1799 in der neuen Chalkographischen Gesellschaft in Dessau, die allerdings schon im Jahr 1806 in Konkurs ging. Danach ging er vermutlich nach Russland oder nach England.
Um 1810 war er in Altenburg ansässig. Er soll auch in Weimar tätig gewesen sein. Gesichert ist, dass er sich um 1814 in Berlin niederließ, wo er auch in den Jahren 1816 und 1822 in der Königlich Preußischen Akademie der Künste ausstellte. In Berlin unterrichtete er 1817 den jungen Maler Friedrich Wilhelm Delkeskamp im Kupferstechen. Er gab auch Übungsblätter für seine Schüler heraus. Für den Atlas zur physicalischen beschreibung der Canarischen Inseln von Leopold Freiherr von Buch erstellte er eine Landkarte, die den Blick auf die Berge Teneriffas zeigte. Er stach auch Gebäudeansichten für den Plan von Potsdam und umgegend, mit Benutzung der Gartenpläne des Königl. Garten-Directeurs Lenne (ca. 1830) oder gemeinsam mit J. Christian Haldenwang und Ebner die Schlesischen Ansichten aus dem Riesengebirge in XIV. Aquatinta-Blättern (1806) nach Zeichnungen von Christoph Nathe.

## Werke (Auswahl)
- Neue Landschaft-Schule oder Vorlegeblätter in Aqua-Tinta- oder Tuschmanier auf Stahl zur Uebung des Pinselvortrags in der Landschaft durch Selbstunterricht. Erste Abtheilung: Nordische Landschaft-Natur., Erstes und Zweites Heft. Glaser, Schleusingen 1835, OCLC 834157184 (8 Seiten, 4 Illustrationen).